# Antonio Lozano
Antonio Lozano (nacido en 1974, en Murcia) es un tenor español.

## Biografía
Nacido en Murcia, cursó sus estudios en el Conservatorio Superior de Música de Valencia con Consol Rico y Ana Luisa Chova.
Ha interpretado los papeles de: 
- Don Ottavio (Don Giovanni), Lindoro (La italiana en Argel) en el Teatro Campoamor de Oviedo;
- Belmonte (El rapto del serrallo) en Treviso y Philadelphia;
- Tamino (La Flauta Mágica), Ferrando (Così fan tutte) en el Baluarte de Pamplona;
- Elvino (La Sonámbula), Remendado (Carmen), Rinuccio y Gherardo (Gianni Schicchi), Pittichinaccio (Los cuentos de Hoffmann) en el Palacio de la Música de Valencia;
- La voz de la fragua (La Vida Breve), López (Esponsal en el monasterio), Prokófiev y Knappe (Parsifal) bajo la dirección de Lorin Maazel, el cuarto judío (Salomé) de R. Strauss bajo la dirección de Zubin Mehta, en el Palacio de las Artes Reina Sofía de Valencia;
- Anchise, Eolo y Sicheo (La Didone), con Europa Galante y bajo la dirección de Fabio Biondi, en La Scala de Milán, Venecia y Turín;
- Claudio (La Salustia de Pergolesi) junto a la Capella della Pietà dei Turchini; Sostrate (Il Prigioner superbo), dirigido por Corrado Rovaris; Aminta (L´Olimpiade);
- Valerio (La Cabeza del Bautista), Aufidio (Lucio Silla) en el Gran Teatro del Liceo de Barcelona;
- Spoletta (Tosca); Arlequín (Der Kaiser von Atlantis); L´òpera de 4 notes de Tom Jonson; Acis (Acis y Galatea de Haendel); Les Noces de Stravinsky;
- Conciertos de año nuevo en el Konzerthaus (Grosser Saal) de Berlín dirigidos por Klaus Sallmann; Stabat Mater de F.J. Haydn en Konzertgebouw bajo la dirección de Franz Brüggen; Misa en Sol mayor de Bach bajo la dirección de Helmuth Rilling; Die schöne Müllerin de Schubert; Misa de la Coronación, Misa en do menor de Mozart con la Orquesta Pablo Sarasate; El retablo de Maese Pedro; Jephte de Carissimi; El Mesías de Haendel, Réquiem de Mozart; Magnificat de Hasse; Nelson Messe de J. Haydn; Te deum y Messe de Minuit pour Noël de Charpentier; entre otros.